# Pont-canal sur l'Avance
Le pont-canal sur l'Avance est un pont-canal français situé surs la commune de Montpouillan, dans le département de Lot-et-Garonne en région Nouvelle-Aquitaine. Il permet de faire passer la navigation du canal latéral à la Garonne au-dessus de l'Avance.

## Histoire
Il a été construit entre 1850 en pierres du Quercy, sous la direction de Jean-Baptiste de Baudre et de Jean Gratien de Job ingénieurs des Ponts et Chaussées.

## Description
Situé entre les PK 165,572 et 165,602 (distances depuis l'embouchure du canal à Toulouse), il s'agit d'un pont en arc entièrement maçonné en pierre de taille, à deux arches, et ses dimensions n'autorisent qu'une navigation à sens unique.
Sa longueur est d'environ 30,25 m, sa largeur de 13,25 m et sa profondeur de 2,30 m.
De chaque côté du canal, une allée piétonnière permet de le longer.
Au milieu du pont-canal, sur la paroi intérieure du parapet nord, se trouve une borne de nivellement de type Bourdalouë, sans doute apposée entre 1857 et 1864, indiquant une altitude de 27,53 mètres.
À proximité, en aval du canal c'est-à-dire vers l'ouest, se trouve l'écluse no 45, dite de l'Avance.

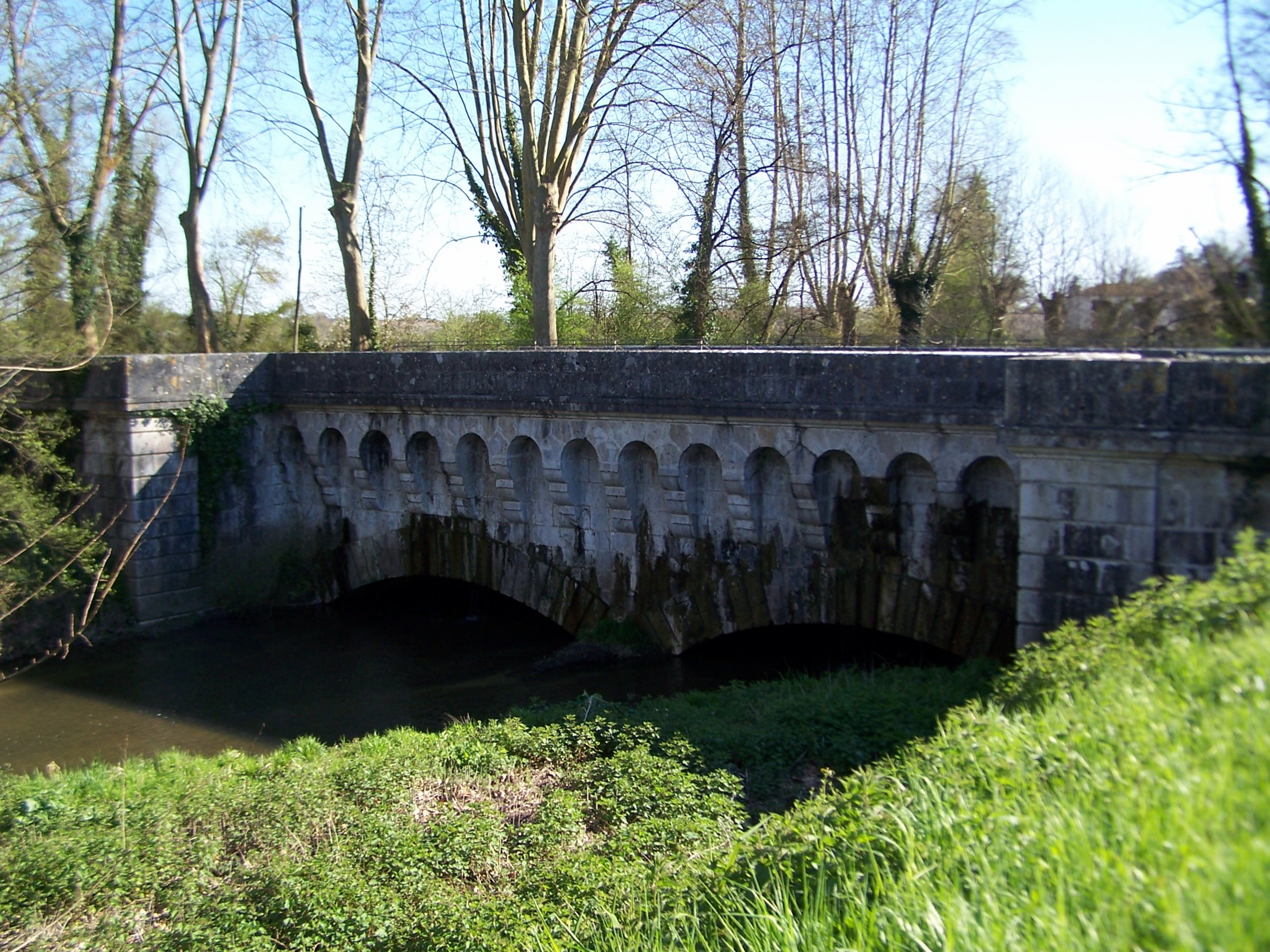
Façade nord du pont-canal
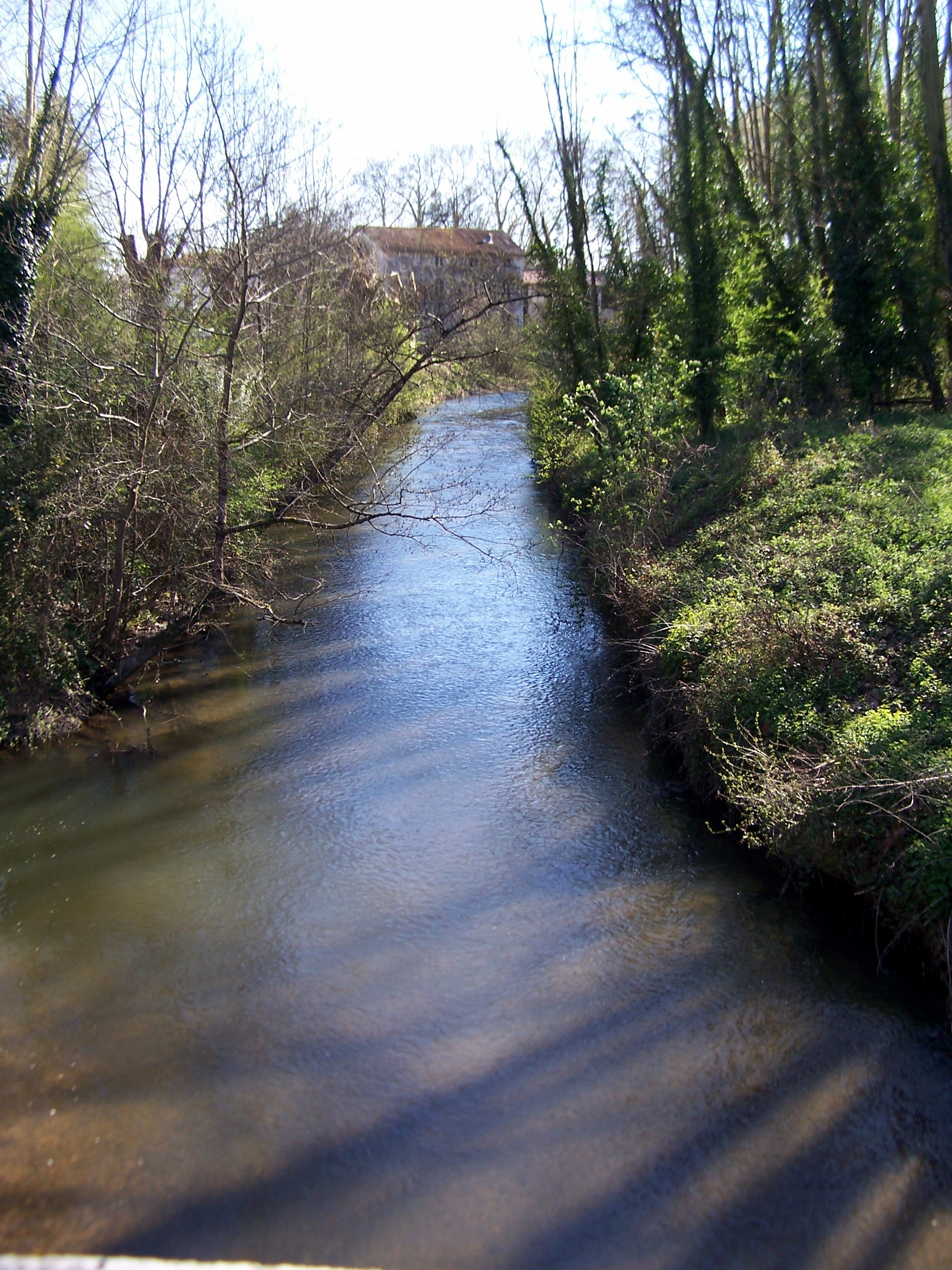
L'Avance en amont du pont-canal, vue vers le sud
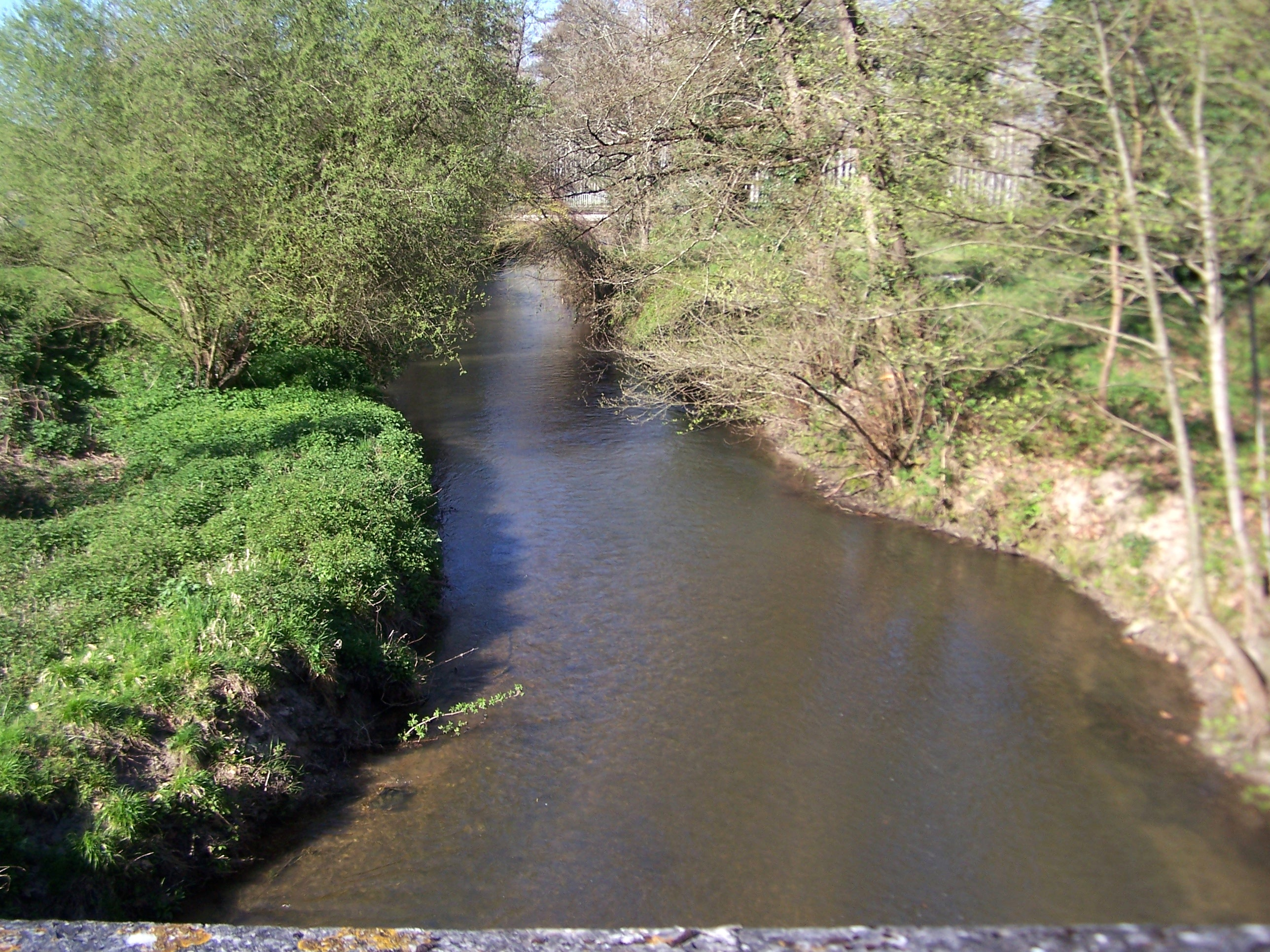
L'Avance en aval du pont-canal, vue vers le nord
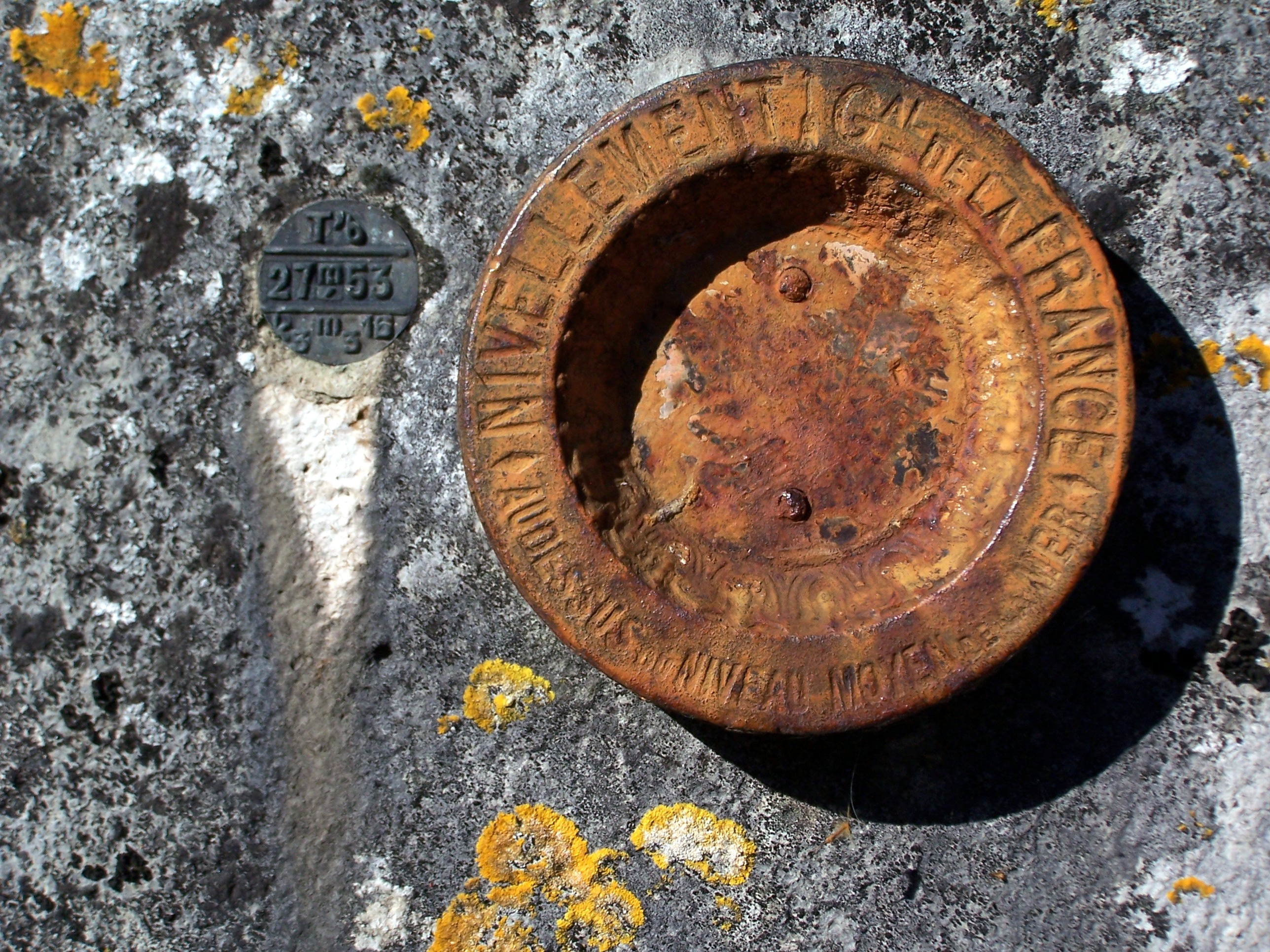
La borne de nivellement Bourdalouë